# Slaget vid Systerbäck
Slaget vid Systerbäck utkämpades den 9 juli 1703, då svenska styrkor tvingades dra sig tillbaka ända till Viborg. Gränsen mellan Ingermanland och Finland gick vid Systerbäck och de svenska trupperna försökte sätta upp ett försvar där, men besegrades av ryssarna. Striden ledde till att ryssarna inledde en belägring av Viborg.